# Riachão do Poço
Riachão do Poço är en kommun i Brasilien.   Den ligger i delstaten Paraíba, i den östra delen av landet, 1 700 km nordost om huvudstaden Brasília. Antalet invånare är 4 164. Arean är 39 kvadratkilometer.
Terrängen i Riachão do Poço är platt.
Omgivningarna runt Riachão do Poço är en mosaik av jordbruksmark och naturlig växtlighet. Runt Riachão do Poço är det ganska tätbefolkat, med 83 invånare per kvadratkilometer.